# Viktor Popkov
Viktor Aleksejevitsj Popkov (Russisch: Виктор Алексеевич Попков) (Krasnodar, 17 juni 1946 - Krasnogorsk, 2 juni 2001) was een Russisch dissident, mensenrechtenactivist en journalist. Gedurende vijftien jaar maakte hij reportages vanuit de gebieden die zich losmaakten van de Sovjet-Unie. Hij versloeg onder meer het conflict in Nagorno Karabach, het Georgisch-Abchazisch conflict en de oorlogen in Tsjetsjenië. Popkov was een diepreligieus oudgelovige en stond daarom het pacifisme voor.

## Levensloop
In 1964 begon Popkov aan een studie natuurkunde te Moskou, maar hij maakte deze studie niet af. In plaats daarvan werd hij journalist en seismoloog op het schiereiland Kamtsjatka.
In 1992 richtte Popkov de interkerkelijke Omegagroep op. Ook sloot hij zich aan bij de mensenrechtenorganisatie Memorial. Hij werkte als freelancejournalist voor de Novaja Gazeta, een krant die bekendstaat vanwege haar oppositie tegen de Russische regering en vanwege haar pleiten voor een vreedzame oplossing van het conflict in Tsjetsjenië.
Popkov organiseerde een vergeefse vredesmars in Abchazië en bracht voedsel naar de Abchazische stad Tkvartsjeli toen deze stad onder Georgisch vuur lag. Bij de inname van de stad Soechoemi in 1993 probeerde Popkov te voorkomen dat burgers buitenrechtelijk geëxecuteerd zouden worden.
Vanaf 1995 werkte Popkov in Tsjetsjenië. Daar raakte hij betrokken bij onderhandelingen rond de vrijlating van burgergijzelaars en van krijgsgevangenen. Ook bracht hij hulpgoederen naar vluchtelingen en tekende hij mensenrechtenschendingen op. Kort voor het bombardement op het presidentieel paleis van Grozny hielp hij bij de bevrijding van een aantal Russische krijgsgevangenen die daar werden vastgehouden.
In 1999 nam Popkov deel aan een 40-daagse hongerstaking tegen de oorlog in Tsjetsjenië. Daarna was hij betrokken bij pogingen om de contacten tussen de Tsjetsjeense president Aslan Maschadov en de Russische autoriteiten te herstellen. Tijdens de tweede Tsjetsjeense oorlog werd Popkov regelmatig vastgehouden door de Russische FSB. Zijn humanitaire activiteiten werden gehinderd door de Russische strijdkrachten. Ook de Tsjetsjeense legerleiders intimideerden hem regelmatig.

## Overlijden
Op 18 april 2001 werd Popkov neergeschoten bij het Tsjetsjeense dorp Alchan-Kala, waar hij medische hulpgoederen bracht. De ambulance waarin hij werd weggebracht, werd nabij een wegblokkade van het Russische leger tegengehouden door gemaskerde mannen in een Lada, die er met automatische wapens op vuurden en wegreden. Bij de wegblokkade werd de ambulance met daarin drie gewonden (Popkov, de chauffeur en een arts) nog een uur vastgehouden. Toen de gewonden uiteindelijk naar het 9e ziekenhuis in Grozny werden gebracht, was de toestand van Popkov, die inmiddels in coma was, al zeer kritiek. Popkov overleed in een militair ziekenhuis te Krasnogorsk zonder nog bij bewustzijn te zijn gekomen.